# Ombay
Ombay is een bestuurslaag in het regentschap Alor van de provincie Oost-Nusa Tenggara, Indonesië. Ombay telt 831 inwoners (volkstelling 2010).